# Landau (Bad Arolsen)
Landau (bis zur Eingemeindung Landau/Waldeck) ist eine ehemals selbstständige Stadt und seit 1974 ein Stadtteil von Bad Arolsen im nordhessischen Landkreis Waldeck-Frankenberg.

## Geschichte

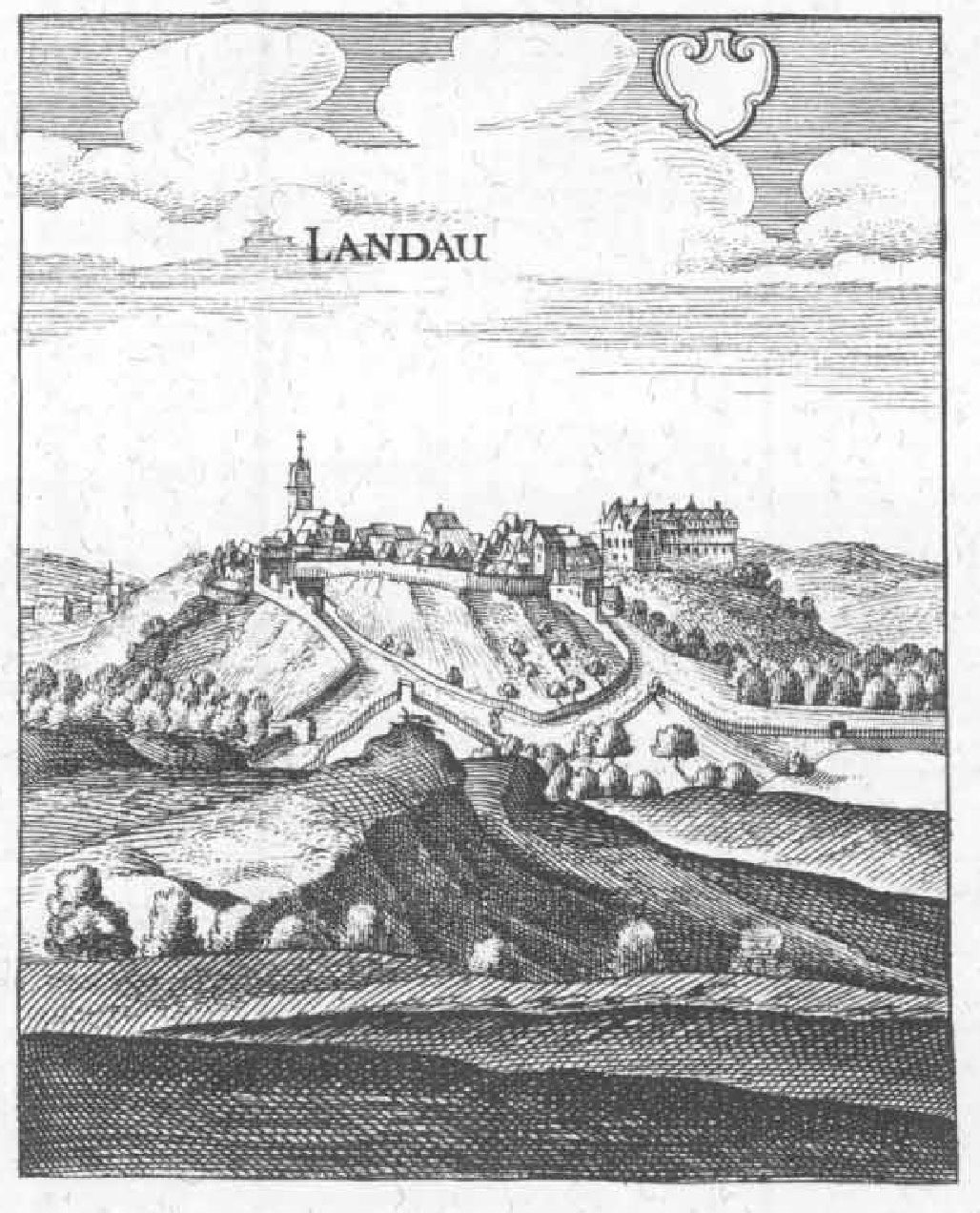
Schloss und Ort Landau 1655; Topographia Hassiae von Matthäus Merian

### Ortsname
Vor der Eingemeindung in die Stadt Arolsen hieß Landau amtlich Landau/Waldeck zur Unterscheidung von anderen Landaus. Neben der amtlichen existierten einige weitere Schreibweisen, wie Landau (Waldeck), kurz Landau/W. oder lang Landau in Waldeck. Die Schreibweisen mit Namenszusatz sind heute noch gelegentlich gebräuchlich.

### Ortsgeschichte
Landau wurde, abseits des damals bestehenden Wegenetzes und ohne dass wichtige wirtschaftliche Interessen in unmittelbarer Umgebung dort zu schützen waren, im 13. Jahrhundert auf Anordnung des Waldecker Grafen Otto I. als befestigte Stadt über dem Ostufer der Watter gegründet, mit einer kleinen Burg am nördlichen Ende der Talseite und einer zweiten kleinen Burganlage, der Knappenburg, am Südende beim Oberen Tor. Die Anlage sollte, zusammen mit der Burg Rhoden, das Gebiet der Grafschaft im Norden sichern. Der Ort ist 1290 erstmals urkundlich erwähnt, entwickelte sich unter Ottos gezielter Förderung rasch und erhielt schon im Jahre 1294 die Stadtrechte, ohne allerdings jemals die Bevölkerungszahl eines großen Dorfes zu überschreiten. Die Einwohner kamen wohl mehrheitlich aus kleinen Siedlungen in der näheren Umgebung, die dabei aufgegeben wurden (z. B. Wizzenrode, Widekindeshagen). Die kleine Stadt wurde mit einer, die die ehemalige Burganlage umfassende Mauer eingerechnet, insgesamt 1750 Meter langen Stadtmauer umgeben, die nur im Norden und Süden jeweils ein Doppeltor besaß, das Obere und das Untere Tor. Zwischen Stadt und Burg, die durch eine weitere Mauer getrennt waren, befand sich ein weiteres Tor. Bis in die Mitte des 19. Jahrhunderts blieb das Gesamtbild der Stadt nahezu unverändert; erst dann entstanden neue Wohngebiete außerhalb des alten Ortskerns. Landau war von 1397 bis 1495 Residenz der älteren und von 1550 bis 1597 der neueren Landauer Linie des waldeckschen Grafenhauses.
Hessische Gebietsreform (1970–1977)
Die Stadt wurde zum 1. Januar 1974 im Zuge der Gebietsreform in Hessen kraft Landesgesetz nach Arolsen eingemeindet. Für Landau, wie für alle durch die Gebietsreform eingegliederten Gemeinden, wurden Ortsbezirke mit Ortsbeirat und Ortsvorsteher nach der Hessischen Gemeindeordnung gebildet.

### Verwaltungsgeschichte im Überblick
Die folgende Liste zeigt die Staaten und Verwaltungseinheiten, denen Landau angehörte:
- vor 1712: Heiliges Römisches Reich, Grafschaft Waldeck, Amt Landau
- ab 1712: Heiliges Römisches Reich, Fürstentum Waldeck, Amt Landau
- ab 1807: Fürstentum Waldeck, Amt Landau
- ab 1815: Fürstentum Waldeck, Oberamt der Diemel
- ab 1816: Fürstentum Waldeck, Oberjustizamt der Diemel
- ab 1850: Fürstentum Waldeck-Pyrmont (seit 1849), Kreis der Twiste (Sitz bis 1857 in Mengeringhausen, dann in Arolsen)[Anm. 1]
- ab 1867: Fürstentum Waldeck-Pyrmont (Akzessionsvertrag mit Preußen), Kreis der Twiste
- ab 1871: Deutsches Reich, Fürstentum Waldeck-Pyrmont, Kreis der Twiste
- ab 1919: Deutsches Reich, Freistaat Waldeck-Pyrmont, Kreis der Twiste
- ab 1929: Deutsches Reich, Freistaat Preußen, Provinz Hessen-Nassau, Regierungsbezirk Kassel, Kreis der Twiste
- ab 1942: Deutsches Reich, Freistaat Preußen, Provinz Hessen-Nassau, Regierungsbezirk Kassel, Landkreis Waldeck
- ab 1944: Deutsches Reich, Freistaat Preußen, Provinz Kurhessen, Regierungsbezirk Kassel, Landkreis Waldeck
- ab 1945: Deutsches Reich, Amerikanische Besatzungszone, Groß-Hessen, Regierungsbezirk Kassel, Landkreis Waldeck
- ab 1946: Deutsches Reich, Amerikanische Besatzungszone, Hessen, Regierungsbezirk Kassel, Landkreis Waldeck
- ab 1949: Bundesrepublik Deutschland, Hessen, Regierungsbezirk Kassel, Landkreis Waldeck
- ab 1974: Bundesrepublik Deutschland, Hessen, Regierungsbezirk Kassel, Landkreis Waldeck-Frankenberg, Stadt Arolsen

## Bevölkerung

### Einwohnerstruktur 2011
Nach den Erhebungen des Zensus 2011 lebten am Stichtag dem 9. Mai 2011 in Landau 960 Einwohner. Darunter waren 12 (1,3 %) Ausländer. Nach dem Lebensalter waren 159 Einwohner unter 18 Jahren, 354 waren zwischen 18 und 49, 237 zwischen 50 und 64 und 207 Einwohner waren älter. Die Einwohner lebten in 399 Haushalten. Davon waren 111 Singlehaushalte, 114 Paare ohne Kinder und 129 Paare mit Kindern, sowie 36 Alleinerziehende und 9 Wohngemeinschaften. In 75 Haushalten lebten ausschließlich Senioren und in 264 Haushaltungen leben keine Senioren.

### Einwohnerentwicklung
- 1770: 152 Häuser[5]

| Landau: Einwohnerzahlen von 1770 bis 2015 | Landau: Einwohnerzahlen von 1770 bis 2015 | Landau: Einwohnerzahlen von 1770 bis 2015 | Landau: Einwohnerzahlen von 1770 bis 2015 | Landau: Einwohnerzahlen von 1770 bis 2015 |
| --- | ----------------------------------------- | ----------------------------------------- | ----------------------------------------- | ----------------------------------------- |
| Jahr |                                           |                                           |                                           | Einwohner                                 |
| 1770 | 1770                                      |                                           | 798                                       | 798                                       |
| 1834 | 1834                                      |                                           | 1.101                                     | 1.101                                     |
| 1840 | 1840                                      |                                           | 1.214                                     | 1.214                                     |
| 1846 | 1846                                      |                                           | 1.210                                     | 1.210                                     |
| 1852 | 1852                                      |                                           | 1.305                                     | 1.305                                     |
| 1858 | 1858                                      |                                           | 1.124                                     | 1.124                                     |
| 1864 | 1864                                      |                                           | 1.131                                     | 1.131                                     |
| 1871 | 1871                                      |                                           | 994                                       | 994                                       |
| 1875 | 1875                                      |                                           | 896                                       | 896                                       |
| 1885 | 1885                                      |                                           | 871                                       | 871                                       |
| 1895 | 1895                                      |                                           | 879                                       | 879                                       |
| 1905 | 1905                                      |                                           | 819                                       | 819                                       |
| 1910 | 1910                                      |                                           | 800                                       | 800                                       |
| 1925 | 1925                                      |                                           | 864                                       | 864                                       |
| 1939 | 1939                                      |                                           | 849                                       | 849                                       |
| 1946 | 1946                                      |                                           | 1.097                                     | 1.097                                     |
| 1950 | 1950                                      |                                           | 1.242                                     | 1.242                                     |
| 1956 | 1956                                      |                                           | 1.119                                     | 1.119                                     |
| 1961 | 1961                                      |                                           | 1.087                                     | 1.087                                     |
| 1967 | 1967                                      |                                           | 1.047                                     | 1.047                                     |
| 2011 | 2011                                      |                                           | 960                                       | 960                                       |
| 2015 | 2015                                      |                                           | 921                                       | 921                                       |
| Datenquelle: Historisches Gemeindeverzeichnis für Hessen: Die Bevölkerung der Gemeinden 1834 bis 1967. Wiesbaden: Hessisches Statistisches Landesamt, 1968. Weitere Quellen: |                                           |                                           |                                           |                                           |

## Religion

### Christliche Gemeinden
Die Mehrzahl der Einwohner ist evangelisch und gehört zur evangelischen Kirchengemeinde Landau, die auch die Bad Arolser Ortsteile Bühle und Volkhardinghausen umfasst. Die katholischen Bewohner gehören kirchlich zur katholischen Kirchengemeinde in Bad Arolsen.

### Jüdische Gemeinde
Eine jüdische Gemeinde bestand vom 16. Jahrhundert bis nach 1933. 1837 erbaute man die Synagoge auf der Heide (heute Heidestraße). Nach 1932 wurde sie verkauft und abgebrochen. 1779 erwarb die jüdische Gemeinde ein 11,05 ar großes Areal und legte dort einen jüdischen Friedhof an. Der Flurname wird seitdem als „Jüddengrund“ bezeichnet. Der Friedhof wurde bis in die 1930er Jahre belegt. Er befindet sich östlich des Ortes an einem steilen Hang und man erreicht ihn über eine Wiese über den Tiefenholer Weg. Heute sind noch 41 Grabsteine (Mazewot) vorhanden.

### Historische Religionszugehörigkeit
Quelle: Historisches Ortslexikon
| • 1895: | 849 evangelische (= 96,59 %), 4 katholischer (= 0,46 %), 26 jüdische (= 2,96 %) Einwohner |
| • 1961: | 975 evangelische (= 89,70 %), 93 katholische (= 8,56 %) Einwohner                         |

## Wappen
| Wappen von Landau/Waldeck | Blasonierung: „In Gold inmitten einer runden roten Zinnenmauer mit offenem Tor und goldenem Fallgatter drei blau bedachte rote Türme, die mit je einem achtstrahligen schwarzen Stern besteckt sind.“ |
| Wappen von Landau/Waldeck | Wappenbegründung: Das älteste Siegel der Stadt stammt aus der Zeit der Verleihung der Stadtrechte und zeigt bereits die Burg mit den drei Waldecker Sternen. Alle späteren Siegel zeigen die gleiche Zusammensetzung, wobei sich die Form und Größe der Burg häufiger änderte, je nach dem Stil der Zeit. |

## Sehenswürdigkeiten
- Stadtkirche: Ihre Anfänge reichen bis in das 13. Jahrhundert zurück, als an der Burg eine Kapelle, von romanischem in frühgotischen Stil übergehend, auf einer Krypta errichtet wurde.  Sie diente der gräflichen Familie später als Begräbniskapelle. Um die Wende zum 16. Jahrhundert wurde an die Kapelle nach Westen eine gotische Hallenkirche angebaut, und die ehemalige Kapelle wurde zum Chor der Kirche. Der Turm, gegen 1550 vollendet, ist 34 Meter hoch und wurde 2002/03 vollständig restauriert.
- Schloss Landau: Das ehemalige Grafenschloss geht auf die Burganlage aus dem 13. Jahrhundert zurück, die um 1330 zum Schloss umgebaut wurde. Hier residierten von 1397 bis 1495 die ältere und von 1550 bis 1597 die neuere Landauer Linie des waldeckschen Grafenhauses.  Das Schloss diente bis 2012 als Altenheim der Evangelischen Altenhilfe Hofgeismar (Diakonisches Werk Kurhessen–Waldeck)
- Altstadt: Landau verfügt über eine geschlossene und denkmalgeschützte Fachwerkaltstadt. Zwei historisierende Torbögen begrenzen die Altstadt an den beiden einzigen Straßen, die ins Tal der Watter und damit aus der Altstadt heraus führen. Wo heute das ehemalige Schmiedegebäude am oberen Tor steht, befand sich früher das sogenannte kleine Knochenbrecher- bzw. Hexenhaus. Im Erdgeschoss waren zwei Gefängnisräume eingerichtet, in denen auch Verhöre und Folterungen stattfanden. Ein stark nach Westen geneigtes Fachwerkhaus nahe der Kirche, das sogenannte Weinhaus, gilt als schiefstes bewohntes Fachwerkhaus in Deutschland. Die Sanierung und Stabilisierung dieses Baus wurde 2008 abgeschlossen, seither ist es erneut bewohnt.
- Torbogen: Der Torbogen, eines der Wahrzeichen der Stadt, wurde 1563 durch den Grafen Johann von Waldeck zu Landau und seine Gemahlin Anna, geb. Gräfin zu Lippe, erbaut. Das Torhaus diente im Laufe der Jahrhunderte vielerlei Aufgaben. Als leicht zu verteidigender Zugang zum Schloss und zur Meierei erbaut, war es in den folgenden Jahren Kanzlei der landauischen Linie de Grafenhauses. 1750 wurden bei Umbauarbeiten am Schloss aus Unkenntnis ihres Wertes auch fast alle alten Kanzleiakten verbrannt. Das Obergeschoss diente lange Zeit als Wohnung für die Kammerdiener, zwischen den beiden Weltkriegen als Jugendherberge und danach als Mietwohnung. Heute wird das Gebäude durch den „Torbogen-Verein“ genutzt und instand gehalten. Zwei schöne Wappensteine erinnern an den Bau des Gebäudes und das letzte hier regierende Grafenpaar. Interessant sind auch die drei sehr unterschiedlichen Neidköppe auf beiden Seiten des Gebäudes.
- Wasserkunst: Eine restaurierte Trinkwasserförderanlage, die von 1535 bis 1981 Trinkwasser von der Watter auf den 65 Meter höher gelegenen Landauer Berg in die Stadt pumpte. Heute speist sie in den Sommermonaten den historisierenden Marktkump (Brunnen), der auf dem Marktplatz am Aufgang zum Kirchhof bzw. Schulhof steht.
- Franzoseneiche: Die Eiche steht oberhalb von Landau an der Gemarkungsgrenze zu Braunsen, Elleringhausen und Volkhardinghausen. Die ursprüngliche „Franzoseneiche“ war ein großer Baum, von dem bis Mitte der 1920er Jahre noch der imposante Stumpf zu sehen war, an geschichtsträchtigem Ort. Mitte der 1990er Jahre wurde in der Nähe eine neue Eiche gepflanzt. Bei ihr finden regelmäßig Feste statt.

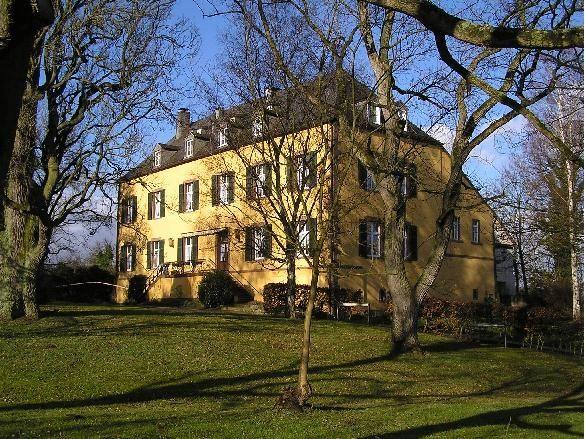
Schloss Landau
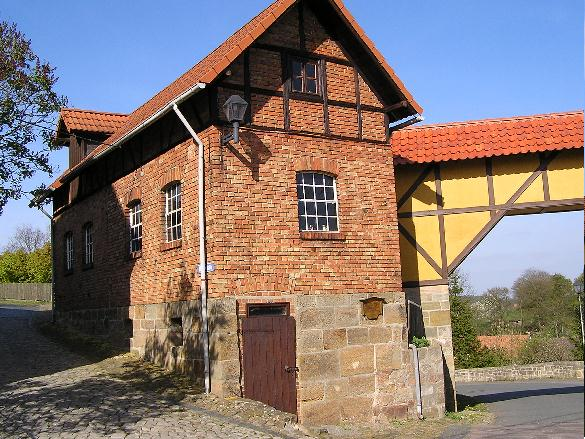
Ehemalige Schmiede am oberen Tor
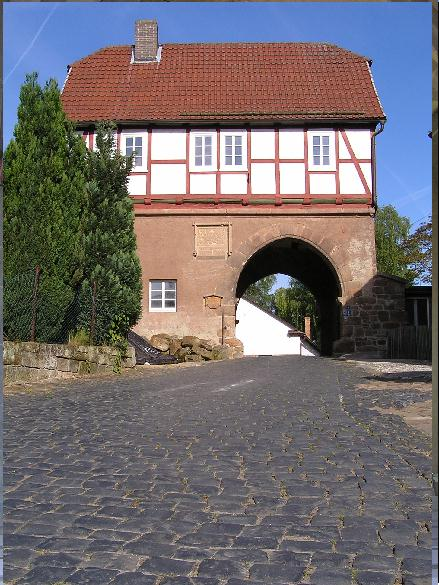
Torbogen von Osten
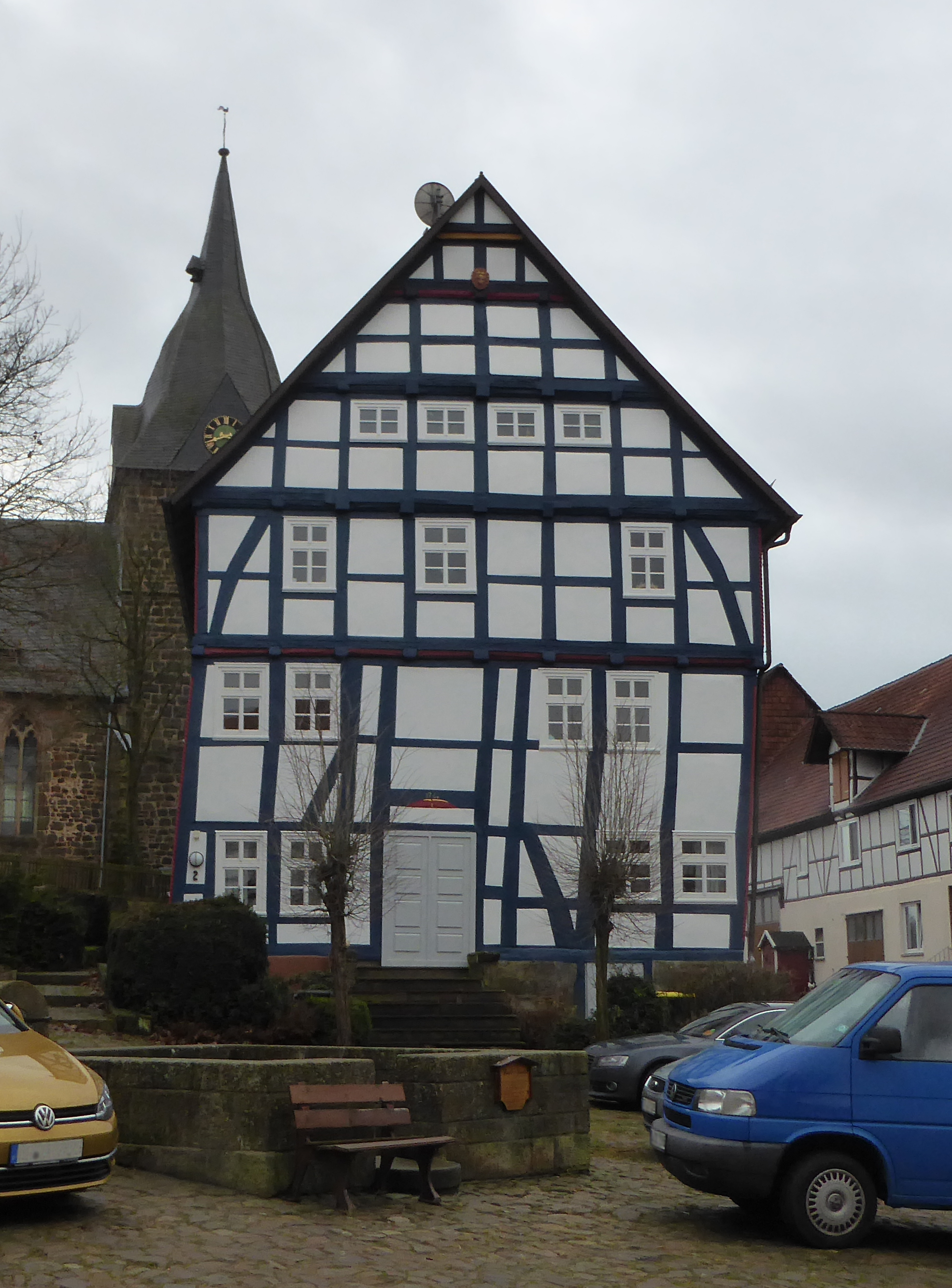
Schiefes Weinhaus
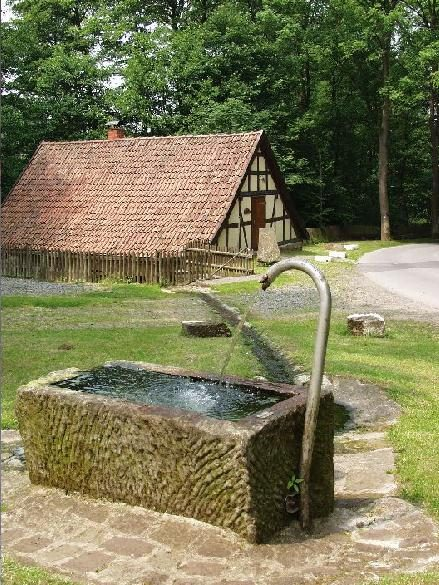
Kump der historischen Wasserkunst
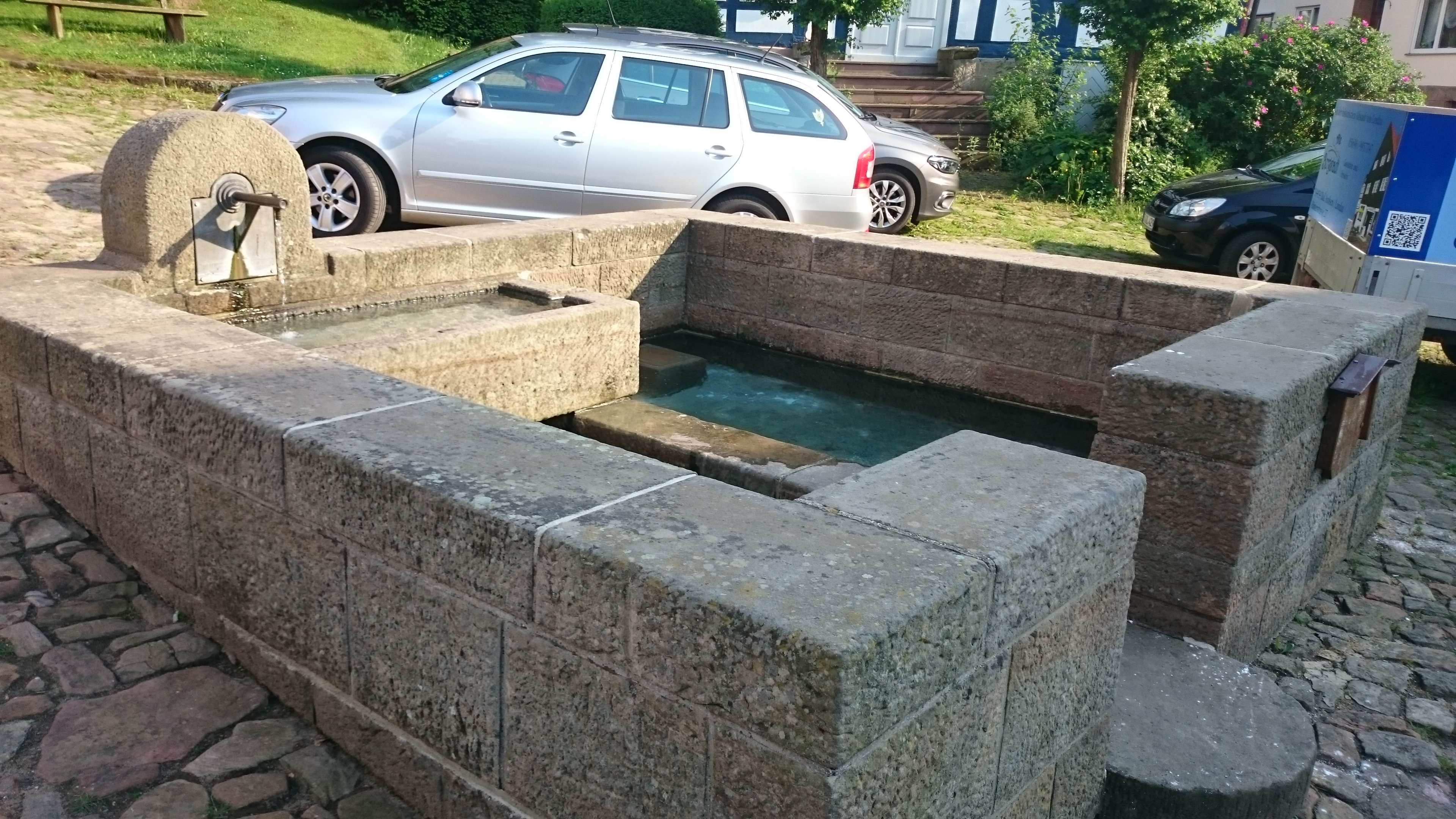
Kump auf dem Marktplatz

## Infrastruktur
Der Ort verfügt über eine Grundschule, einen evangelischen Kindergarten, eine Turnhalle, einen Sportplatz und ein Freibad im Wattertal.

## Persönlichkeiten
- Johann Daniel Saure (1748–1825), deutscher Landwirt, Bürgermeister von Landau und Landstand des Fürstentums Waldeck
- Christian Winterberg (1767–1827), deutscher Bürgermeister und Politiker, Bürgermeister von Landau
- Conrad Küthe (1773–1829), deutscher Bürgermeister von Landau und Abgeordneter
- Wilhelm von Hadel (1789–1854), deutscher Offizier und Politiker, Bürgermeister von Landau
- Henrich Kuckuck (1792–1846), deutscher Landwirt, Bürgermeister von Landau und Politiker
- Johann Heinrich Reddehase (1796–1871), Bürgermeister von Landau
- Philipp Saure (1797–1842), deutscher Landwirt, Bürgermeister von Landau und Politiker
- Johannes Bornemann (1778–1885), Mitglied des Waldecker Landstandes, Bürgermeister von Landau
- Henrich Ramme (1802–1878), deutscher Landwirt, Polizeiinspektor, Bürgermeister von Landau und Politiker
- Wilhelm Großkurth (1808–1875), waldeckscher Landtagspräsident, wirkte als Pfarrer in Landau
- Heinrich von Hadeln (1796–1867), nassauischer Generalleutnant, geboren in Landau
- Heinrich Nebelsieck (1861–1950), Pfarrer und Superintendent, geboren in Landau
- Johann Franz Christoph Steinmetz (1730–1791), evangelischer Theologe, geboren in Landau
- Heinrich Knocke (1869–1943), deutscher Landwirt und Politiker (Landbund), geboren in Landau